# 2022年世界陸上競技選手権大会北マケドニア選手団
2022年世界陸上競技選手権大会北マケドニア選手団は、2022年7月15日から7月24日までアメリカ合衆国のユージーンで開催された第18回世界陸上競技選手権大会の北マケドニア選手団。

## 選手団
- 人員: 選手 1人

## 選手名簿・結果
| 選手             | 種目         | 結果          | 順位 |
| ---------------- | ------------ | ------------- | ---- |
| アドリヤナ・ポプ | 女子マラソン | 2時間41分20秒 | 28位 |